# 髙見澤將林

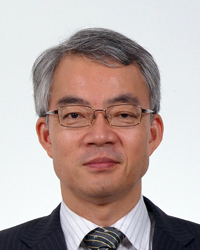

髙見澤 將林（たかみざわ のぶしげ、1955年〈昭和30年〉9月4日 - ）は、日本の防衛官僚。長野県南牧村出身。軍縮会議日本政府代表部大使。

## 人物
長野県野沢北高等学校卒業後、東京大学法学部を経て防衛庁採用。米国国防総合大学に留学した米国通で、日米弾道ミサイル防衛を推進した。
第30代防衛事務次官の西正典は東京大学の同期。
自衛隊の部隊運用を担当する防衛局運用課長、防衛政策課長や防衛政策局長を務めるなど有力な事務次官候補であった。
姓の「髙」は「高」の異体字かつ「澤」は「沢」の旧字体、また名の「將」は「将」の旧字体であるため、「高見沢 将林」「高見澤 将林」「高見沢 將林」などの表記も見られる。

## 略歴
- 1978年（昭和53年）3月 - 東京大学法学部卒業
- 1978年（昭和53年）4月 - 防衛庁採用
- 防衛局運用課部員
- 1985年：防衛局防衛課総括・政策班
- 防衛局計画官付部員
- 1991年：防衛局調査第一課調査第一班長
- 1992年：長官官房総務課部員
- 1993年（平成5年）7月 - 防衛庁長官官房企画官
- 1994年（平成6年）8月 - 米国国防総合大学（National Defense University）客員研究員
- 1995年（平成7年）8月 - 防衛庁防衛局防衛政策課信頼醸成･軍備管理企画室長
- 1996年（平成8年）7月 - 防衛庁防衛局運用課長
- 1997年（平成9年）7月 - 内閣官房内閣審議官
- 1999年（平成11年）7月 - 防衛庁防衛局調査課長
- 2002年（平成14年）8月 - 防衛庁防衛局防衛政策課長
- 2004年（平成16年）7月 - 防衛庁長官官房審議官 兼 情報本部副本部長
- 2005年（平成17年）8月 - 防衛施設庁横浜防衛施設局長
- 2007年（平成19年）9月 - 防衛省運用企画局長
- 2008年（平成20年）1月 - 防衛省防衛政策局長
- 2011年（平成23年）8月 - 防衛省防衛研究所所長（防衛教官）
- 2013年（平成25年）7月 - 内閣官房副長官補（安全保障担当）[4]、内閣官房情報セキュリティセンター長
- 2014年（平成26年）1月 - 国家安全保障局次長（内閣官房副長官補と兼務）
- 2015年（平成27年）1月9日 - 内閣サイバーセキュリティセンター長併任[5]
- 2016年（平成28年）7月 - 退官[6][7]
- 2016年（平成28年）12月 - 軍縮会議日本政府代表部大使[8]
- 2020年（令和2年）1月 - 離任[9]
- 2025年（令和7年） - ZEN大学知能情報社会学部客員教授[10]。

## 関連著書
- 兼原信克・番匠幸一郎・太田昌克と共著『核兵器について、本音で話そう』新潮新書、2022年3月。ISBN 9784106109454
- 兼原信克・佐々木豊成・曽我豪と共著『官邸官僚が本音で語る権力の使い方』新潮新書、2023年3月。ISBN 9784106109898